# Sowieso
Sowieso ist ein Lied des deutschen Popsängers Mark Forster. Das Stück ist die dritte Singleauskopplung aus seinem dritten Studioalbum Tape.

## Entstehung und Artwork
Geschrieben wurde das Lied gemeinsam von Christoph Bauss (Shuko), Mark Cwiertnia (Mark Forster), Michael Geldreich, Jules Kalmbacher, Ralf Christian Mayer, Daniel Nitt und Fridolin B Walcher. Produziert wurde die Single durch Cwiertnia, Mayer und Nitt. Arrangiert wurde das Stück durch Rosie Danvers (Streichinstrumente), Jason & The Angrynotes (Horn), Jules Kalmbacher und Daniel Nitt, die beiden letztgenannten waren auch für die Programmierung verantwortlich. Das Mastering erfolgte durch 24-96 Mastering unter der Leitung von Robin Schmidt. Die Aufnahmen und das Engineering erfolgten unter der Leitung von Mayer und Nitt im Califor Audibles und Gismo7 in Motril (Spanien). Darüber hinaus mischte Mayer die Single ab. Die Single wurde unter dem Musiklabel Four Music veröffentlicht und durch Because Editions, BMG Rights Management, Larrabeat Publishing, Peripherique Publishing, den Rückbank Musikverlag und Universal Music Publishing vertrieben.
Auf dem Cover der Maxi-Single ist lediglich der Liedtitel in schwarzer Schrift in einem weißen Kreis vor einem von Blau über Violett ins Rot gehenden Hintergrund zu sehen. Es ist exakt das gleiche Coverbild wie zu den vorangegangenen Singleauskopplungen Wir sind groß und Chöre. Das Coverbild wurde durch Benjamin Kakrow designt.

## Veröffentlichung und Promotion
Die Erstveröffentlichung von Sowieso erfolgte als Einzeldownload am 21. April 2017. Um das Lied zu bewerben, folgte unter anderem ein Liveauftritt zur Hauptsendezeit an seinem Themenabend während der Auftaktsendung zur vierten Staffel von Sing meinen Song – Das Tauschkonzert bei VOX.

## Inhalt
Der Liedtext zu Sowieso ist in deutscher Sprache verfasst. Getextet wurde das Stück von Christoph Bauss (Shuko), Mark Cwiertnia (Mark Forster), Michael Geldreich, Jules Kalmbacher und Fridolin B Walcher, zusammen mit Ralf Christian Mayer und Daniel Nitt waren alle auch für die Entstehung der Kompositionen verantwortlich. Musikalisch bewegt sich das Lied im Bereich der Popmusik. Das Tempo beträgt 128 Beats per minute. Aufgebaut ist das Lied aus zwei Strophen sowie einem Refrain zwischen den Strophen und einem sich wiederholender Refrain nach der zweiten Strophe. Als Instrumentalisten wurden Harry Brown (Posaune), Rosie Danvers (Cello), Benny Greb (Schlagzeug), Alex Grube (Gitarre), Richard Henry (Blechblasinstrumente), Reiner „Kallas“ Hubert (Schlagzeug), Jason & The Angrynotes (Horn), Jules Kalmbacher (Gitarre und Keyboard), Daniel Nitt (Keyboard), Emma Owens (Bratsche), Kerenza Peacock (Violine), Dave Priseman (Trompete), Ryan Quigley (Trompete), Jenny Sacha (Violine), Julian Siegel (Tenorsaxophon), Wired Strings (Streichinstrumente), Jason Yarde (Saxophone) engagiert.
| „Egal was kommt, es wird gut – sowieso. Immer geht ne neue Tür auf – irgendwo. Auch wenn’s grad nicht so läuft – wie gewohnt. Egal, es wird gut, sowieso.“ – Refrain, Originalauszug | Inhaltlich geht es darum, dass man in manchen Situationen, die durch Missgeschicke verursacht wurden, nicht verzweifeln soll, sondern stattdessen den Blick positiv nach vorne richten soll. Das Lied soll Optimismus und Lebensfreude „versprühen“, gerade in unruhigen und unsicheren Zeiten solle der Titel Mut machen. Inspiriert zu dem Stück wurde Forster während einer Reise nach New Orleans in den Vereinigten Staaten. Er sei ein paar Tage dort gewesen und habe dort an einer Straßenecke eine „Bläser-Crew“ gesehen, die „unfassbar“ gespielt hat und das habe er auf seinem Handy aufgenommen. Diese Inspiration höre man ganz klar, das Lied beginnt direkt mit einem Bläser-Satz. Forster selbst sagte im Rahmen der Musik-Show Sing meinen Song – Das Tauschkonzert Folgendes zu dem Lied: „So vor eineinhalb zwei Jahren habe ich den Song geschrieben, das war ein Song über mich und über meine gute Laune, ich war gut drauf. Ich finde irgendwie der Song passt immer noch zu mir und immer noch zu meiner Gefühlslage, aber jetzt ist es eher so ein Song an mich.“ |

## Musikvideo
Das Musikvideo zu Sowieso wurde am 10. Mai 2017 auf YouTube veröffentlicht. Zu sehen ist ein Arbeitstag eines Mannes (gespielt von Milan Peschel), bei dem sämtliche Dinge schiefgehen. Der Morgen beginnt damit, dass er unter der Dusche steht und kein Handtuch zur Hand hat. Beim Frühstücken funktioniert der Toaster nicht, das Toastbrot zerreißt beim Schmieren und das Gelee tropft ihm auf sein Hemd. Auf dem Weg zur Arbeit bemerkt er, dass sein Auto eingeparkt wurde. So muss er im Regen ins Büro laufen. Dort funktioniert der Computer nicht richtig, der Kaffee ist alle und er erwischt ein Pärchen bei einer geheimen Liaison. In seiner Mittagspause verfehlt er beim Versuch, seinen Müll wegzuwerfen, den Abfalleimer. Im Büro nimmt er erneut einen Abfalleimer ins Visier und trifft diesmal. Nun schwenkt seine Stimmung schlagartig um, er läuft durch den Flur, wirft die Akten in die Luft und beginnt zu tanzen. Nach und nach kommen aus den Büroräumen seine Kollegen hinzu, die ihm tanzend folgen. Sie tanzen bis vor das Gebäude, wo am Ende der Mann in die Luft gehoben wird. Die Gesamtlänge des Videos beträgt 2:40 Minuten. Regie führte zum wiederholten Mal Kim Frank. Bis Februar 2025 zählte das Musikvideo über 60,4 Millionen Aufrufe bei YouTube.

## Mitwirkende
| Liedproduktion - Christoph Bauss (Shuko): Komponist, Liedtexter - Harry Brown: Posaune - Mark Cwiertnia (Mark Forster): Gesang, Komponist, Liedtexter, Musikproduzent - Rosie Danvers: Arrangement (Streichinstrumente), Cello - Michael Geldreich: Komponist, Liedtexter - Benny Greb: Schlagzeug - Alex Grube: Gitarre - Richard Henry: Posaune, Tuba - Reiner „Kallas“ Hubert: Schlagzeug - Jason & The Angrynotes: Arrangement (Horn), Horn - Jules Kalmbacher: Arrangement, Gitarre, Keyboard, Komponist, Liedtexter - Benjamin Kakrow: Artwork (Cover) - Ralf Christian Mayer: Abmischung, Komponist, Musikproduzent, Tonmeister - Daniel Nitt: Arrangement, Keyboard, Komponist, Musikproduzent, Tonmeister - Emma Owens: Bratsche - Kerenza Peacock: Violine - Dave Priseman: Trompete - Ryan Quigley: Trompete - Jenny Sacha: Violine - Robin Schmidt: Mastering - Julian Siegel: Tenorsaxophon - Wired Strings: Streichinstrumente - Fridolin B Walcher: Komponist, Liedtexter - Jason Yarde: Altsaxophon, Baritonsaxophon | Musikvideo (Auswahl) - Lucy Costelloe: Choreografie - Aybakis Erucar: Produktionsassistent - Kim Frank: Drehbuch, Filmeditor, Filmproduzent, Kameramann, Regisseur - Jan Philipp Grelich: Kameraassistent - Mathieu Mahlke: Lichtassistent - Romina Mann: Kostümbildner, Styling - Milan Peschel: Hauptfigur - Felix Plüddemann: Oberbeleuchter - Anna Pokrywiec: Maskenbild-Assistenz - Leif Reimer: Produktionsassistent - Mira Rosenmeier: Aufnahmeleitung, Filmproduktionsleitung - Tini Sager: Maskenbildner - Sarah Vogel: Beleuchter - Sandra Wessberg: Szenenbild Unternehmen - 24-96 Mastering: Tonstudio - Because Editions: Vertrieb - BMG Rights Management: Vertrieb - Califor Audibles: Tonstudio - Four Music: Musiklabel - Gismo7: Tonstudio - Larrabeat Publishing: Vertrieb - Peripherique Publishing: Vertrieb - Rückbank Musikverlag: Vertrieb - Universal Music Publishing: Vertrieb |

## Rezeption

### Rezensionen
MDR Jump krönte Sowieso als „Song des Tages“.
Stephan Müller von Plattentests.de bewertete das Album Tape mit lediglich 4/10 Punkten, hob aber Sowieso als eines von drei Highlights des Albums hervor. Das Lied würde mit „zackigen Bläser-Sätzen“ punkten.

### Preise
Am 7. Dezember 2017 wurde Sowieso mit einer 1 Live Krone in der Kategorie „Beste Single“ ausgezeichnet. Bei der Publikumswahl setzte sich die Single gegen Hot2Touch (Felix Jaehn, Hight & Alex Aiono), Little Hollywood (Alle Farben feat. Janieck), No Roots (Alice Merton), OK (Robin Schulz feat. James Blunt) und Wannsee (Die Toten Hosen) durch.

## Kommerzieller Erfolg

### Chartplatzierungen
Sowieso erreichte in Deutschland Position 22 der Singlecharts und konnte sich 31 Wochen in den Top 100 platzieren. In den deutschen Airplaycharts erreichte die Single Rang zehn. In Österreich erreichte die Single Position sieben und hielt sich vier Wochen in den Top 10 sowie 28 Wochen in den Charts. In der Schweizer Hitparade erreichte die Single in 27 Chartwochen mit Position 23 seine höchste Chartnotierung. 2017 platzierte sich die Single auf Position 48 der Single-Jahrescharts in Deutschland, auf Position 30 in Österreich sowie auf Position 89 in der Schweiz. In den deutschen Airplay-Jahrescharts erreichte die Single Position 20 und war damit der meistgespielte deutschsprachige Titel.
Für Forster als Interpret ist dies, inklusive des Charterfolgs mit seinem Musikprojekt Eff, bereits der elfte Charterfolg in Deutschland sowie sein achter in Österreich und sein sechster in der Schweiz. Es ist sein fünfter Top-10-Erfolg in Österreich. Als Autor ist dies bereits Forsters zwölfter Charterfolg in Deutschland sowie sein achter in Österreich und sein sechster in der Schweiz. Es ist sein fünfter Top-10-Erfolg in Österreich. Als Musikproduzent ist dies sein siebter Charterfolg in Deutschland und Österreich sowie sein fünfter in der Schweiz. Es ist sein fünfter Top-10-Erfolg in Österreich.
Mayer erreichte in seiner Tätigkeit als Autor zum zwölften Mal die Charts in Deutschland sowie zum achten Mal in Österreich und zum fünften Mal in der Schweiz. Als Produzent ist es sein 15. Charterfolg in Deutschland, auch der achte in Österreich und ebenfalls der fünfte in der Schweiz. In beiden Funktionen ist es sein vierter Top-10-Erfolg in Österreich. Für Nitt stellt es den siebten Charterfolg in Deutschland dar sowie den sechsten in Österreich und den vierten in der Schweiz. Es ist sein vierter Top-10-Erfolg in Österreich. Für Bauss ist es der elfte Charterfolg in Deutschland sowie sein neunter in der Schweiz und sein siebter in Österreich. Es ist sein dritter Top-10-Erfolg in Österreich. Geldreich erreichte zum vierten Mal die Charts in Deutschland sowie zum dritten Mal nach Hey Girl (Cro) und Your Soul (Holding On) (Rhodes vs. Felix Jaehn) in Österreich und der Schweiz. Es ist sein erster Top-10-Erfolg. Für Walcher ist Sowieso der siebte Charterfolg in den deutschen Singlecharts sowie sein fünfter in Österreich und nach Traum (Cro) und Lush Life (Zara Larsson) der dritte Charterfolg in der Schweiz. Es ist sein dritter Top-10-Erfolg in Österreich.
| ChartsChartplatzierungen | Höchstplatzierung | Wochen |
| ------------------------ | ----------------- | ------ |
| Deutschland (GfK)        | 22 (31 Wo.)       | 31     |
| Österreich (Ö3)          | 7 (28 Wo.)        | 28     |
| Schweiz (IFPI)           | 23 (27 Wo.)       | 27     |

| ChartsJahrescharts (2017) | Platzierung |
| ------------------------- | ----------- |
| Deutschland (GfK)         | 48          |
| Österreich (Ö3)           | 30          |
| Schweiz (IFPI)            | 89          |

### Auszeichnungen für Musikverkäufe
2017 wurde Sowieso in Österreich sowie in der Schweiz jeweils mit einer Goldenen Schallplatte ausgezeichnet. Nachdem die Single 2017 ebenfalls in Deutschland Gold verliehen bekommen hatte, erreichte sie im November 2018 Platin-Status sowie im März 2023 dreifach Gold. Für Forster ist dies in Österreich die vierte, in der Schweiz die fünfte und in Deutschland die sechste Single, die mindestens Gold-Status erreichte.

| Land/Region        | Auszeichnungen für Musikverkäufe (Land/Region, Auszeichnung, Verkäufe) | Verkäufe |
| ------------------ | ---------------------------------------------------------------------- | -------- |
| Deutschland (BVMI) | 3× Gold                                                                | 600.000  |
| Österreich (IFPI)  | Gold                                                                   | 15.000   |
| Schweiz (IFPI)     | Gold                                                                   | 10.000   |
| Insgesamt          | 3× Gold · 1× Platin ·                                                  | 625.000  |